# Campeonato Mundial de Tríos del CMLL
 (septembre 2017).
Le contenu est difficilement compréhensible vu les erreurs de traduction, qui sont peut-être dues à l'utilisation d'un logiciel de traduction automatique.
Le Campeonato Mundial Trios de CMLL en espagnol est un titre par équipe de trois de catch, actuellement utilisé par la fédération mexicaine Consejo Mundial de Lucha Libre (CMLL).
Les premiers champions reconnus par la CMLL étaient MS-1, Pirata Morgan et El Satánico (une équipe connue sous le nom de Los Infernales; espagnol pour "Infernaux") qui a battu l'équipe d' El Brazo, Brazo de Oro et Brazo de Plata (connus collectivement comme Los Brazos; espagnol pour "Les Bras") dans la phase finale d'un tournoi des 16 équipes. Sky Team (Místico, Valiente et Volador Jr) sont les champions actuels, après avoir battu Los Guerreros Laguneros (Euforia, Niebla Roja et Último Guerrero) pour remporter le titre le 13 février 2015.

## Historique des règnes
| Symbole     | Sens                                                                                   |
| ----------- | -------------------------------------------------------------------------------------- |
| #           | Le classement général du championnat règne                                             |
| Règne       | Le règne nombre pour l'ensemble spécifique de lutteurs répertoriés                     |
| L'événement | L'événement promu par la promotion respectives, dans lequel le titre a changé de mains |
| N/A         | L'information spécifique n'est pas connu.                                              |
| —           | Utilisé pour libérées règne afin de ne pas le considérer comme un fonctionnaire règne  |
| +           | Indique les champions actuels et que le règne de la longueur change tous les jours     |

| No. | Champions                                                                            | Règne | Date                     | Jours                                       | Lieu                          | Evènement                            | Notes |        |
| --- | ------------------------------------------------------------------------------------ | ----- | ------------------------ | ------------------------------------------- | ----------------------------- | ------------------------------------ | --- | ------ |
| 1   | Los Infernales (MS-1, Pirata Morgan et El Satánico)                                  | 1     | 22 novembre 1991         | 121                                         | Mexico, Mexique               | Super Viernes                        | Battent Los Brazos en finale du tournoi. |        |
| 2   | Los Intocables (Jaque Mate, Masakre et Pierroth Jr.)                                 | 1     | 22 mars 1992             | 182                                         | Mexico                        | Live event                           | |        |
| 3   | Los Infernales (MS-1, Pirata Morgan et El Satánico)                                  | 2     | 20 septembre 1992        | 198                                         | Mexico                        | Live event                           | |        |
| 4   | Los Brazos (El Brazo, Brazo de Oro et Brazo de Plata)                                | 1     | 6 avril 1993             | 381                                         | Mexico                        | Live event                           | |        |
| 5   | La Nueva Ola Blanca (Gran Markus Jr., El Hijo del Gladiador et Dr. Wagner, Jr.)      | 1     | 22 avril 1994            | 343                                         | Mexico                        | Super Viernes                        | |        |
| 6   | Los Chacales (Bestia Salvaje, Emilio Charles Jr. et Sangre Chicana)                  | 1     | 31 mars 1995             | 357                                         | Mexico                        | Super Viernes                        | |        |
| 7   | Dos Caras, La Fiera et Héctor Garza                                                  | 1     | 22 mars 1996             | 285 à 315                                   | Mexico                        | Super Viernes                        | [ Note 1 ] |        |
| —   | Vacant                                                                               | 1     | Janvier 1997             | —                                           | N/A                           | N/A                                  | Le titre fut vacant à la suite du départ de Héctor Garza de la fédération.                                                                     |        |
| 8   | Emilio Charles Jr. (2), Rey Bucanero et El Satánico (3)                              | 1     | 21 mars 1997             | 39                                          | Mexico                        | Homenaje a Salvador Lutteroth (1997) | En battant Apolo Dantés, Black Warrior et Dr. Wagner, Jr. en finale du tournoi.                                                                |        |
| 9   | La Ola Azul (Atlantis, Lizmark et Mr. Niebla)                                        | 1     | 29 avril 1997            | 511 à 541                                   | Mexico                        | Live event                           | [ Note 1 ] |        |
| —   | Vacant                                                                               | 1     | Octobre 1998             | —                                           | N/A                           | N/A                                  | Les ceintures furent vacantes après la blessure de Mr. Niebla.                                                                                 |        |
| 10  | Black Warrior, Blue Panther and Dr. Wagner Jr. (2)                                   | 1     | 18-12-1998               | [ Note 2 ]                                  | Mexico City, Distrito Federal | Super Viernes                        | Defeated Bestia Salvaje, Scorpio Jr. and Zumbido in the finals of an eight-team tournament.                                                    |        |
| —   | Vacated                                                                              | 1     | 1-02-2002 February, 2002 | —                                           | N/A                           | N/A                                  | Championship vacated when the team broke up.                                                                                                   | [ 1 ]  |
| 11  | Blue Panther (2), Fuerza Guerrera and Dr. Wagner Jr. (3)                             | 1     | 17-03-2002               | 7001910000000000000♠Modèle:Age in days nts  | Mexico City, Distrito Federal | Homenaje a Dos Leyendas (2002)       | Defeated Black Warrior, Mr. Niebla and Antifaz del Norte                                                                                       | [ 2 ]  |
| 12  | Atlantis (2), Black Warrior (2) and Mr. Niebla (2)                                   | 1     | 16-06-2002               | 7002428000000000000♠Modèle:Age in days nts  | Mexico City, Distrito Federal | Live event                           | [ 3 ] |        |
| 13  | Black Tiger III, Universo 2000 and Dr. Wagner Jr. (4)                                | 1     | 21-03-2003               | 7002476000000000000♠Modèle:Age in days nts  | Mexico City, Distrito Federal | Homenaje a Dos Leyendas (2003)       | [ 4 ] |        |
| 14  | Black Warrior (3), El Canek and Rayo de Jalisco Jr.                                  | 1     | 9-07-2004                | 7002133000000000000♠Modèle:Age in days nts  | Mexico City, Distrito Federal | Super Viernes                        | [ 5 ] |        |
| 15  | La Furia del Norte (Héctor Garza (2), Tarzan Boy and El Terrible)                    | 1     | 19-11-2004               | 7002666000000000000♠Modèle:Age in days nts  | Mexico City, Distrito Federal | Live event                           | [ 6 ] |        |
| —   | Vacated                                                                              | 1     | 16-09-2006               | —                                           | N/A                           | N/A                                  | Championship vacated after not being defended for at least 20 months.                                                                          |        |
| 16  | Los Guerreros de la Atlantida (Atlantis (3), Tarzan Boy (2) and Último Guerrero)     | 1     | 29-09-2006               | 7002140000000000000♠Modèle:Age in days nts  | Mexico City, Distrito Federal | CMLL 73rd Anniversary Show           | Defeated Perro Aguayo Jr., Héctor Garza and Shocker                                                                                            | [ 7 ]  |
| 17  | Los Perros del Mal (Perro Aguayo Jr., Mr. Águila and Héctor Garza (3))               | 1     | 16-02-2007               | 7002463000000000000♠Modèle:Age in days nts  | Mexico City, Distrito Federal | Super Viernes                        | [ 8 ] |        |
| —   | Vacated                                                                              | —     | 24-05-2008               | —                                           | N/A                           | N/A                                  | Championship vacated after the team broke up.                                                                                                  |        |
| 18  | Los Ángeles Rebeldes (Héctor Garza (4), El Hijo del Fantasma and La Máscara)         | 1     | 13-06-2008               | 7001530000000000000♠Modèle:Age in days nts  | Mexico City, Distrito Federal | Infierno en el Ring (2008)           | Defeated Blue Panther, Dos Caras Jr. and Místico in the finals of an eight-team tournament.                                                    | [ 9 ]  |
| 19  | Los Guerreros Negros (Atlantis (3), Negro Casas and Último Guerrero (2))             | 1     | 5-08-2008                | 7002166000000000000♠Modèle:Age in days nts  | Mexico City, Distrito Federal | Super Viernes                        | [ 10 ] |        |
| 20  | Los Ángeles Rebeldes (Héctor Garza (5), El Hijo del Fantasma (2) and La Máscara (2)) | 2     | 18-01-2009               | 7002474000000000000♠Modèle:Age in days nts  | Guadalajara, Jalisco          | Live event                           | [ 11 ] |        |
| 21  | La Ola Amarilla (Okumura, Hiroshi Tanahashi and Taichi)                              | 1     | 7-05-2010                | 7001140000000000000♠Modèle:Age in days nts  | Mexico City, Distrito Federal | Super Viernes                        | [ 12 ] |        |
| 22  | La Generación Dorada (Máscara Dorada, La Sombra and La Máscara (3))                  | 1     | 21-05-2010               | 7002420000000000000♠Modèle:Age in days nts  | Mexico City, Distrito Federal | Super Viernes                        | [ 13 ] |        |
| 23  | Los Hijos del Averno (Averno, Ephesto and Mephisto)                                  | 1     | 15-07-2011               | 7002219000000000000♠Modèle:Age in days nts  | Mexico City, Mexico           | Super Viernes                        | [ 14 ] |        |
| 24  | El Bufete del Amor (Marco Corleone, Máximo and Rush)                                 | 1     | 19-02-2012               | 7002445000000000000♠Modèle:Age in days nts  | Mexico City, Mexico           | Live event                           | [ 15 ] |        |
| —   | Vacated                                                                              | —     | 9-05-2013                | —                                           | N/A                           | N/A                                  | Championship vacated due to injury to Marco Corleone.                                                                                          |        |
| 25  | Los Estetas del Aire (Máscara Dorada (2), Místico, Valiente)                         | 1     | 16-06-2013               | 7002285000000000000♠Modèle:Age in days nts  | Mexico City, Mexico           | Live event                           | Defeated Los Guerreros Laguneros (Euforia, Niebla Roja and Último Guerrero) in the finals of an eight-team tournament to win the vacant title. | [ 16 ] |
| 26  | Los Guerreros Laguneros (Euforia, Niebla Roja and Último Guerrero (3))               | 1     | 28-03-2014               | 7002322000000000000♠Modèle:Age in days nts  | Mexico City, Mexico           | Super Viernes                        | [ 17 ] |        |
| 27  | Sky Team (Místico (2), Valiente (2) and Volador Jr.)                                 | 1     | 13-02-2015               | 7002919000000000000♠Modèle:Age in days nts+ | Mexico City, Mexico           | Super Viernes                        | [ 18 ] |        |

## L'équipe de règne par la longueur combinée
| Symbole | Sens                                                                                                 |
| ------- | --- |
| †       | Indique l'actuel champion                                                                            |
| ¤       | La longueur exacte d'au moins un titre règne est incertain, donc la plus courte possible est utilisé |
| +       | Indique les champions actuels                                                                        |

| Rank | Team                                                                            | No. of reigns | Combined days           |
| ---- | ------------------------------------------------------------------------------- | ------------- | ----------------------- |
| 1    | Black Warrior, Blue Panther and Dr. Wagner Jr.                                  | 1             | 1,141¤                  |
| 2    | Héctor Garza, Tarzan Boy and El Terrible (La Furia del Norte)                   | 1             | 666                     |
| 3    | Héctor Garza, El Hijo del Fantasma and La Máscara (Los Ángeles Rebeldes)        | 2             | 527                     |
| 4    | Black Tiger III, Universo 2000 and Dr. Wagner Jr.                               | 1             | 476                     |
| 5    | Perro Aguayo Jr., Mr. Águila and Héctor Garza (Los Perros del Mal)              | 1             | 463                     |
| 6    | Místico, Valiente and Volador Jr. (Sky Team) †                                  | 1             | Modèle:Age in days nts+ |
| 7    | Marco Corleone, Máximo and Rush (El Bufete del Amor)                            | 1             | 445                     |
| 8    | Atlantis, Black Warrior and Mr. Niebla                                          | 1             | 428                     |
| 9    | Máscara Dorada, La Sombra and La Máscara (La Generación Dorada)                 | 1             | 420                     |
| 10   | El Brazo, Brazo de Oro and Brazo de Plata (Los Brazos)                          | 1             | 381                     |
| 10   | Bestia Salvaje, Emilio Charles Jr. and Sangre Chicana (Los Chacales)            | 1             | 357                     |
| 11   | Gran Markus Jr., El Hijo del Gladiador and Dr. Wagner Jr. (La Nueva Ola Blanca) | 1             | 343                     |
| 12   | Euforia, Niebla Roja and Último Guerrero (Los Guerreros Laguneros)              | 1             | 322                     |
| 13   | MS-1, Pirata Morgan and El Satánico (Los Infernales)                            | 2             | 319                     |
| 14   | Dos Caras, La Fiera and Héctor Garza                                            | 1             | 285¤                    |
| 15   | Máscara Dorada, Místico and Valiente (Los Estetas del Aire)                     | 1             | 285                     |
| 16   | Atlantis, Lizmark and Mr. Niebla                                                | 1             | 256¤                    |
| 17   | Averno, Ephesto and Mephisto (Los Hijos del Averno)                             | 1             | 219                     |
| 18   | Jaque Mate, Masakre and Pierroth Jr. (Los Intocables)                           | 1             | 182                     |
| 19   | Atlantis, Negro Casas and Último Guerrero (Los Guerreros Negros)                | 1             | 166                     |
| 20   | Atlantis, Tarzan Boy and Último Guerrero (Los Guerreros de Atlantidad)          | 1             | 140                     |
| 21   | Black Warrior, El Canek and Rayo de Jalisco Jr.                                 | 1             | 133                     |
| 22   | Blue Panther, Fuerza Guerrera and Dr. Wagner Jr.                                | 1             | 91                      |
| 23   | Emilio Charles Jr., Rey Bucanero and El Satánico                                | 1             | 39                      |
| 24   | Okumura, Hiroshi Tanahashi and Taichi (La Ola Amarilla)                         | 1             | 14                      |

## Individuelle règne par la longueur combinée
| Symbole | Sens                                                                                                  |
| ------- | --- |
| †       | Indique l'actuel champion                                                                             |
| ¤       | La longueur exacte d'au moins un titre règne est incertain, donc la plus courte possible est utilisé. |
| +       | Indique le courant des champions, le calcul change tous les jours.                                    |

| Rank | Wrestler                                   | No. of reigns | Combined days           |
| ---- | ------------------------------------------ | ------------- | ----------------------- |
| 1    | Dr. Wagner Jr.                             | 4             | 2,051¤                  |
| 2    | Garza, Héctor Héctor Garza                 | 5             | 1,941¤                  |
| 3    | Black Warrior                              | 3             | 1,702¤                  |
| 4    | Blue Panther                               | 2             | 1,232¤                  |
| 5    | Atlantis                                   | 4             | 990¤                    |
| 6    | La Máscara                                 | 3             | 947                     |
| 7    | Tarzan Boy                                 | 2             | 806                     |
| 8    | Valiente †                                 | 2             | Modèle:Age in days nts+ |
| 8    | Místico †                                  | 2             | Modèle:Age in days nts+ |
| 10   | Máscara Dorada                             | 2             | 705                     |
| 11   | Mr. Niebla                                 | 2             | 684¤                    |
| 10   | Terrible, El El Terrible                   | 1             | 666                     |
| 11   | Último Guerrero                            | 3             | 628                     |
| 12   | Hijo del Fantasma, El El Hijo del Fantasma | 2             | 527                     |
| 13   | Volador Jr. †                              | 1             | Modèle:Age in days nts+ |
| 14   | Universo 2000                              | 1             | 476                     |
| 15   | Mr. Águila                                 | 1             | 463                     |
| 15   | Aguayo Jr., Perro Perro Aguayo Jr.         | 1             | 463                     |
| 18   | Marco Corleone                             | 1             | 0445 !                  |
| 18   | Máximo                                     | 1             | 0445 !                  |
| 18   | Rush                                       | 1             | 0445 !                  |
| 19   | Sombra !                                   | 1             | 0420 !                  |
| 20   | Emilio Charles Jr. (en)                    | 2             | 0396 !                  |
| 23   | Brazo de Oro                               | 1             | 0381 !                  |
| 23   | Brazo de Plata                             | 1             | 0381 !                  |
| 23   | El Brazo (en)                              | 1             | 0381 !                  |
| 24   | Satanico !                                 | 3             | 0358 !                  |
| 26   | Bestia Salvaje                             | 1             | 0357 !                  |
| 26   | Sangre Chicana                             | 1             | 0357 !                  |
| 28   | Hijo del Gladiador !                       | 1             | 0343 !                  |
| 28   | Gran Markus Jr.                            | 1             | 0343 !                  |
| 30   | Euforia                                    | 1             | 0322 !                  |
| 30   | Niebla Roja                                | 1             | 0322 !                  |
| 32   | MS-1                                       | 2             | 0319 !                  |
| 32   | Pirata Morgan                              | 2             | 0319 !                  |
| 34   | Dos Caras                                  | 2             | 0285 !                  |
| 34   | La Fiera (en)                              | 1             | 0285 !                  |
| 36   | Lizmark                                    | 1             | 0256 !                  |
| 39   | Averno                                     | 1             | 0219 !                  |
| 39   | Ephesto                                    | 1             | 0219 !                  |
| 39   | Mephisto                                   | 1             | 0219 !                  |
| 42   | Jaque Mate                                 | 1             | 0182 !                  |
| 42   | Masakre                                    | 1             | 0182 !                  |
| 42   | Pierroth Jr.                               | 1             | 0182 !                  |
| 43   | Negro Casas                                | 1             | 0166 !                  |
| 45   | El Canek                                   | 1             | 0133 !                  |
| 45   | Rayo de Jalisco Jr.                        | 1             | 0133 !                  |
| 46   | Fuerza Guerrera                            | 1             | 0091 !                  |
| 48   | Rey Bucanero                               | 1             | 0039 !                  |
| 50   | Okumura !                                  | 1             | 0014 !                  |
| 50   | Hiroshi Tanahashi                          | 1             | 0014 !                  |
| 50   | Taichi                                     | 1             | 0014 !                  |